# Soulanges
Soulanges é uma comuna francesa na região administrativa de Grande Leste, no departamento de Marne. Estende-se por uma área de 12,37 km². Em 2010 a comuna tinha 477 habitantes (densidade: 38,6 hab./km²).